# Cyprianska pesten
Den cyprianska pesten var en epidemi som ägde rum i Romarriket mellan 249 och 262. Dess exakta natur är okänd, men har föreslagits vara allt från smittkoppor, influensavirus eller ett filovirus.